# Michael Poelchau
Michael Poelchau (1967)

Link zum Bild

Patrick Mogens Michael Poelchau (* 12. März 1943; † 10. März 2017 in Carpentras, Südfrankreich) war ein deutscher Schauspieler und Hörspielsprecher.

## Karriere
Michael Poelchau spielte zunächst Theater in Berlin, wo ihn Konrad Halver für den Hörfunk entdeckte. Wie Halver sich Jahre später erinnerte, empfand er seinen Kollegen als „geradeaus, nicht schwatzhaft, [er] ging [zudem] seinen Weg und unterschied sich diametral von vielen Schauspielern, die oft etwas gestellt und gespielt freundlich daherkommen.“ Er erhielt daraufhin die Rolle Old Shatterhand (zugleich Erzähler) in den 1968 von Europa produzierten Winnetou-Hörspielen. Eine Rolle, für die er bei einer breiteren Öffentlichkeit bekannt geworden ist. Später folgten weitere Hörspielrollen, so 1970 die des Apanatschka in den Old Surehand-Hörspielen, des Jonathan Harker in Dracula – Die Geschichte des berühmten Vampirs und des Erzählers in Märchen-Hörspielen, wie in Das Nußzweiglein oder in Der glückliche Prinz, einem Märchen Oscar Wildes.
Anfang der siebziger Jahre wanderte Poelchau nach Frankreich aus, weshalb ihn Heinz Trixner in der Rolle des Old Shatterhand/Erzählers ablöste. Zwischen 1993 und 1996 war Michael Poelchau dann nach einer längeren Pause wieder als Hörspielsprecher für das Label Europa tätig. Dort war er in Nebenrollen in den Hörspielserien TKKG, Die drei ??? und Lissy zu hören. In Tatort Zirkus, dem ersten deutschen Fall der drei ???, sprach Poelchau einmalig Inspektor Cotta, den später Holger Mahlich als fester Sprecher übernehmen sollte.
Als Schauspieler war Poelchau in dem Fernsehfilm Hassan Ibn Sabbah von Udo Langhoff (1963) und in einer Episode der Kriminalserie Dem Täter auf der Spur von 1967 zu sehen.
Er starb im Alter von 73 Jahren in seiner Wahlheimat Frankreich.

## Hörspiele (Auswahl)
- 1962: Renata Requart: Die Jagd nach dem Täter (115. Folge: Das Skelett im Moor) (Hans Dorpat, Schüler) – Regie: S. O. Wagner (Original-Hörspiel, Kriminalhörspiel – NDR)
- 1964: Lillian Aye: Die Jagd nach dem Täter (125. Folge: Geld) (Schmidt junior) – Regie: S. O. Wagner (Originalhörspiel, Kriminalhörspiel – NDR)
- 1965: Marie Luise Kaschnitz: Die Kinder der Elisa Rocca (Junger Mann) – Regie: Hans Rosenhauer (Hörspiel – NDR)
- 1965: Alfred Prugel: Die Maschine kommt (Eine Stimme) – Regie: Hans Tügel (Originalhörspiel, Kurzhörspiel – NDR)
- 1968: Karl May: Der Schatz im Silbersee (Folge 2 – Old Shatterhand) – Regie: Konrad Halver (Europa Hörspiele)